# Sylvia-Yvonne Kaufmann
Sylvia-Yvonne Kaufmann (Berlino, 23 gennaio 1955) è una politica tedesca.
Dal 1999 al 2009 membro del Parlamento europeo per il PDS e poi per Die Linke; dal 2004 al 2007 è stata Vice Presidente del Parlamento europeo. Poi è passata al SPD, con cui è stata nuovamente europarlamentare dal 2014 al 2019.

## Vita privata
Tra il 1973 e il 1979 studia giapponologia presso l'Università di Humboldt. Tra il 1980 e il 1981 prosegue degli studi presso l'Università Imperiale di Tokyo. Nel 1984 si laurea presso la Università Humboldt con una tesi dal titolo Japan - VS China: Zur Entwicklung der japanischen Chinapolitik unter besonderer Berücksichtigung der Jahre 1972 bis 1982. Dal 1988 al 1990 lavora presso l'istituto di studi internazionali ed economici di Berlino. È sposata con due figli.

## Carriera politica
Nel 1976 si iscrive al Partito Socialista Unificato di Germania (SED), formazione che si dissolverà nel 1990, quando aderisce al PDS. Dal 1991 al 2002 fa parte del gruppo dirigente del PDS responsabile dei temi legati alla pace, alle relazioni internazionali e alla politica europea. Dal 1993 al 2000 è vice presidente del partito. Dal 2007 confluisce con il PDS in Die Linke.
Eletta al Parlamento europeo col PDS in occasione delle elezioni europee del 1999 e del 2004; dopo la mancata rielezione del 2009 entra a far parte della SPD e successivamente viene rieletta alle europee del 2014, restando in carica fino al 2019.